# Gypsy '66
| Recensione | Giudizio |
| ---------- | -------- |
| AllMusic   |          |

Gypsy '66 è un album a nome di Gabor Szabo  with Gary McFarland & Co., per il chitarrista jazz ungherese il disco rappresenta il debutto discografico (da co-leader), mentre per il vibrafonista e arrangiatore statunitense già con diversi album pubblicati, tra cui The In Sound in cui aveva avuto, tra gli altri, lo stesso Szabo come sideman.

## Tracce

### LP
Lato A
1. Yesterday – 2:24 (Paul McCartney, John Lennon)
2. The Last One to Be Loved – 3:35 (testo: Hal David – musica: Burt Bacharach)
3. The Echo of Love – 4:10 (musica: Gary McFarland)
4. Gypsy '66 – 7:51 (musica: Gabor Szabo)

Lato B
1. Flea Market – 2:43 (musica: Gary McFarland)
2. Walk On By – 2:46 (testo: Hal David – musica: Burt Bacharach)
3. If I Fell – 3:14 (John Lennon, Paul McCartney)
4. Gypsy Jam – 5:54 (musica: Gabor Szabo)
5. I'm All Smiles – 2:47 (testo: Herbert Martin – musica: Michael Leonard)

## Musicisti
Yesterday / The Last One to Be Loved / The Echo of Love
- Gabor Szabo – chitarra
- Gary McFarland – marimba, arrangiamenti
- Barry Galbraith – chitarra
- Sadao Watanabe – flauto
- Al Stinson – contrabbasso
- Grady Tate – batteria
- Willie Rodriguez – percussioni

Gypsy '66 / Flea Market / Walk On By / If I Fell / Gypsy Jam / I'm All Smiles
- Gabor Szabo – chitarra
- Gary McFarland – marimba, arrangiamenti
- Barry Galbraith – chitarra
- Sam Brown – chitarra
- Sadao Watanabe – flauto
- Richard Davis – contrabbasso
- Grady Tate – batteria
- Francisco Chino Pozo – percussioni

Note aggiuntive
- Belle-Arts International – produttore (per Impulse!)
- Registrazioni effettuate nel novembre 1965 al Van Gelder Studio, Englewood Cliffs, New Jersey (Stati Uniti)[3]
- Rudy Van Gelder – ingegnere delle registrazioni
- Robert Flynn / Viceroy – design copertina album originale
- Joe Lebow - design interno album
- Fred Seligo – foto copertina album originale
- Charles Stewart - fotografie interne all'album
- Nat Hentoff – note interno copertina album originale[4]